# Parque nacional de las Grandes Montañas Humeantes

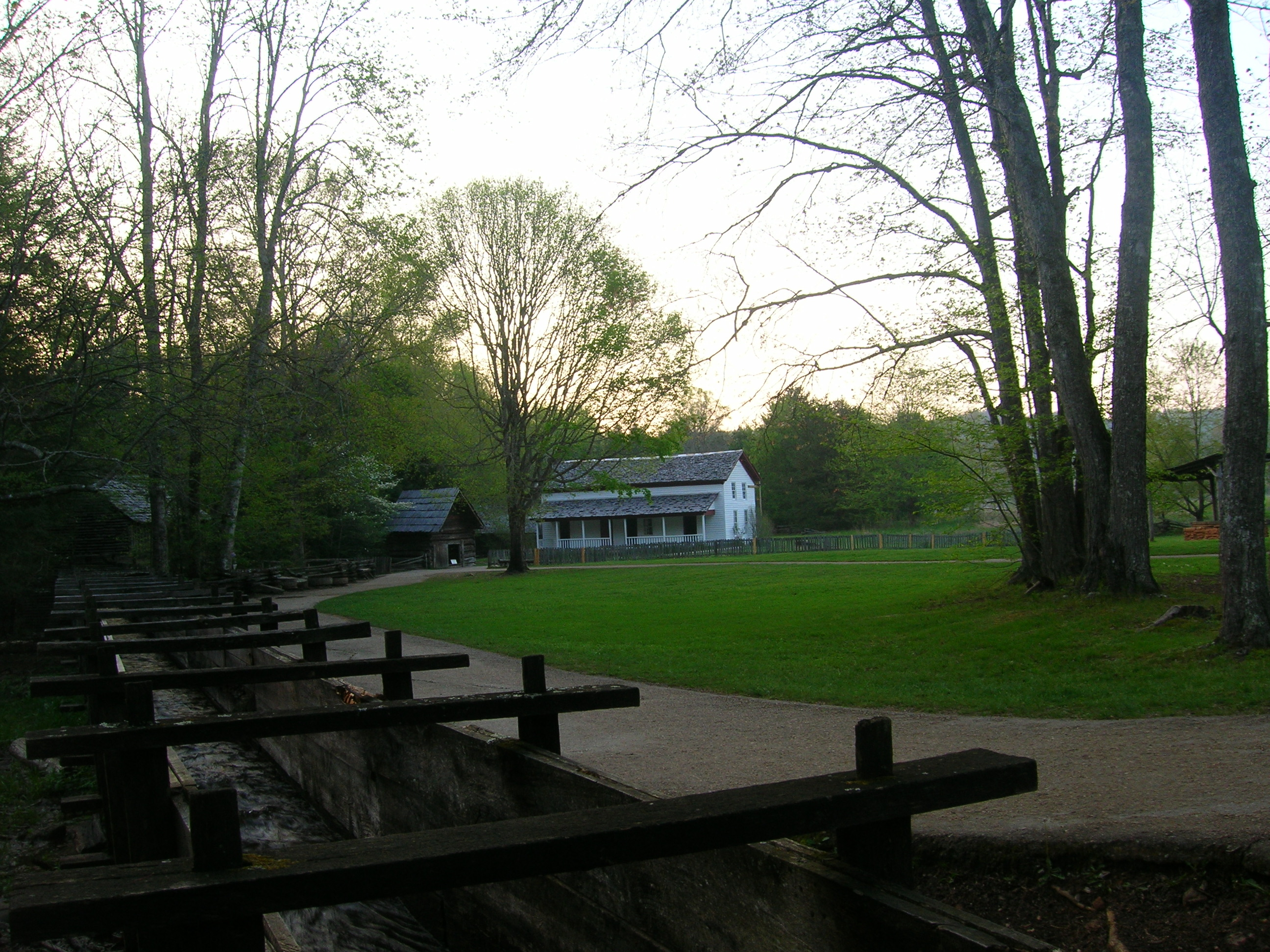
Granja John Cable en Cades Cove.

El Parque Nacional de las Grandes Montañas Humeantes (en inglés Great Smoky Mountains National Park) se encuentra en Estados Unidos y se extiende a lo largo de la cadena de las Grandes Montañas Humeantes, que son parte de los Montes Azules, ambas a su vez divisiones de los vastos Montes Apalaches. La frontera entre Tennessee y Carolina del Norte atraviesa el parque por el centro en sentido noreste a suroeste. Es el parque nacional más visitado en los Estados Unidos. En la ruta principal desde Maine a Georgia, el sendero de los Apalaches también pasa por el medio del parque. El parque fue designado por el congreso norteamericano en 1934 y fue oficialmente abierto por el presidente Franklin Delano Roosevelt en 1940. Comprende un área de 2108 km², siendo una de las áreas protegidas más extensas del este de los Estados Unidos. Las entradas principales al parque se encuentran en la U.S. Highway 441 (Newfound Gap Road) en las ciudades de  Gatlinburg y Cherokee. 
El parque fue designado Reserva de la Biosfera en 1976, y nombrado Patrimonio de la Humanidad por la Unesco en 1983.

## Historia

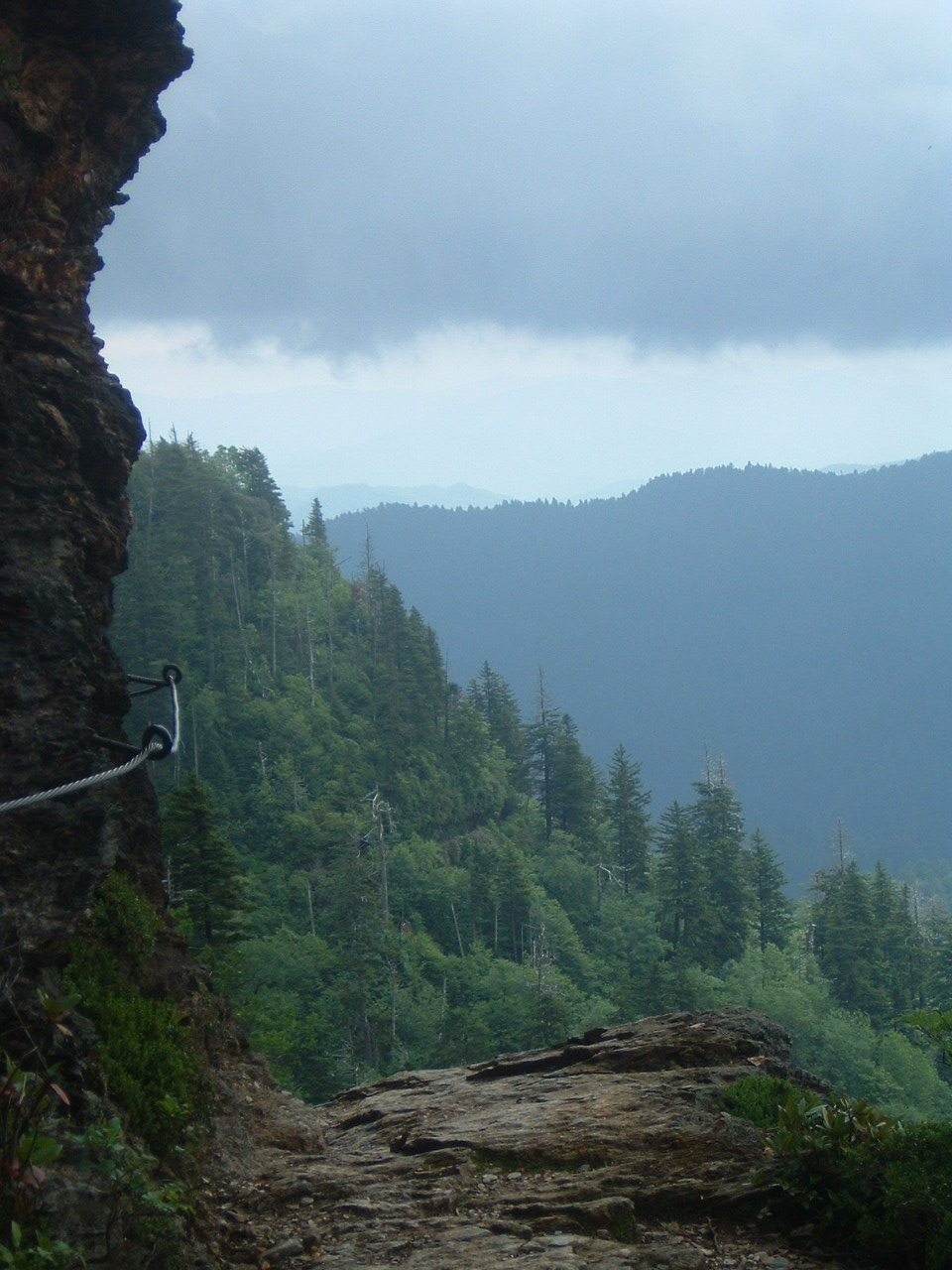
El sendero de Alum Cave Bluffs a la cima del monte LeConte posee unas fantásticas vistas de las Grandes Montañas Humeantes.

Durante miles de años, esta región estuvo ocupada por sucesivas culturas de pueblos indígenas. Los históricos indios cheroquis tenían aquí su patria, y ocuparon numerosos pueblos en los valles fluviales a ambos lados de los montes Apalaches. Sus primeros encuentros con los europeos fueron como comerciantes, en su mayoría procedentes de las Carolinas y Virginia coloniales.
Los europeos no empezaron a asentarse aquí hasta finales del siglo XVIII y principios del XIX. Sobre todo por su presión para adquirir tierras en el Sur profundo, en 1830, el presidente Andrew Jackson firmó la Ley de traslado forzoso de los indios, que inició el proceso que finalmente desembocó en el traslado forzoso de todas las tribus indias al este del río Misisipi al Territorio Indio (actual Oklahoma).
La mayoría de los cherokees también fueron expulsados. Durante un tiempo, algunos, liderados por guerreros como Tsali, eludieron la expulsión permaneciendo en la zona que ahora forma parte del Parque Nacional de las Grandes Montañas Humeantes. Una banda del río Oconaluftee adquirió tierras y también permaneció allí. Sus descendientes forman la mayor parte de la bBanda Oriental de indios Cherokee, reconocida a nivel federal, con sede en Cherokee, Carolina del Norte, y su reserva Qualla Boundary al sur del parque.

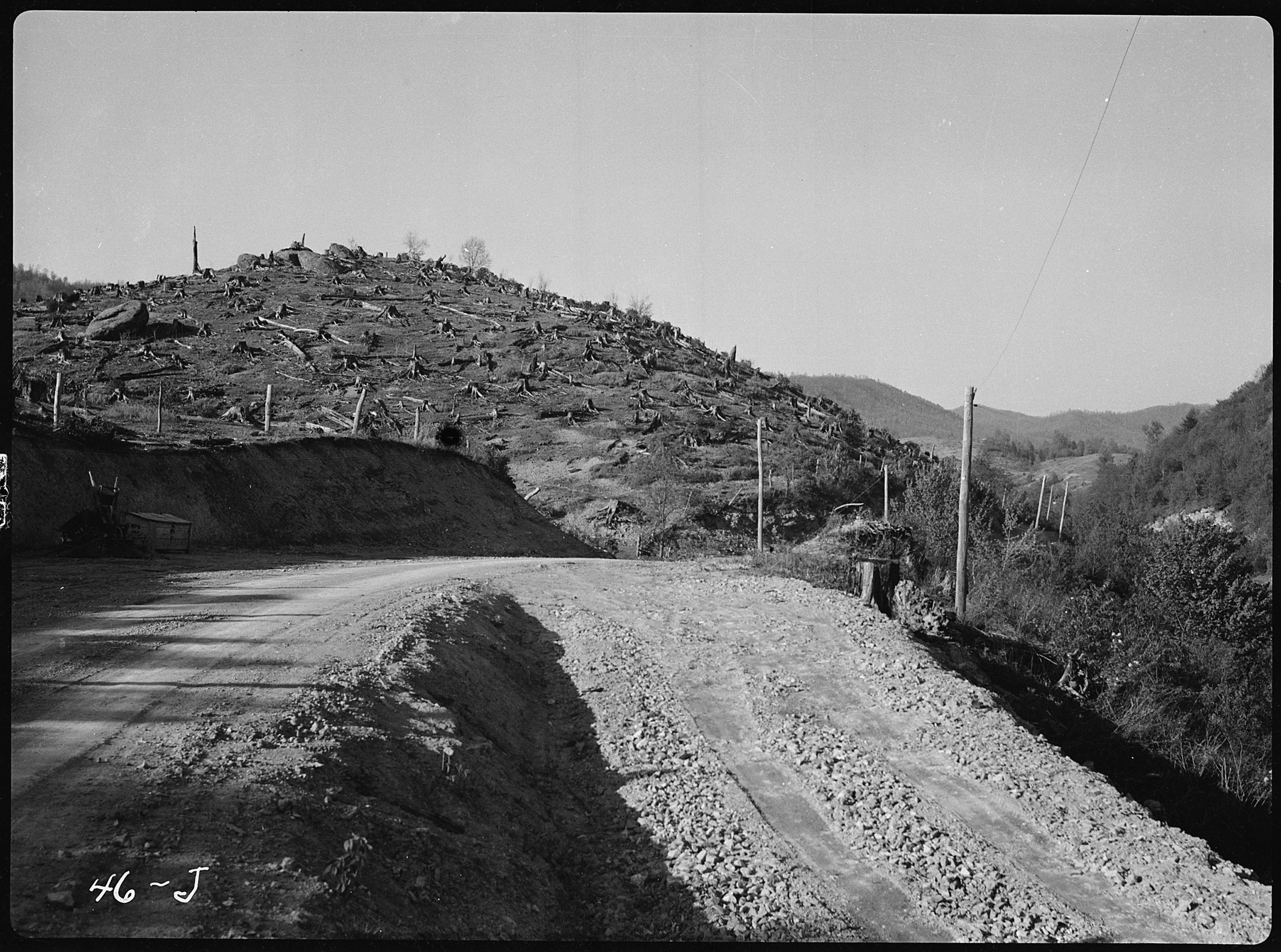
Tala rasa en las Montañas Blue Ridge en Tennessee, 1936.

John Mingus, que construyó el molino Mingus Mill, y Ralph Hughes se establecieron en Oconaluftee en 1795. Pronto les siguieron otros colonos que empezaron a desbrozar y cultivar la tierra. En 1818, John Oliver y su familia fueron los primeros colonos blancos que se instalaron en Cades Cove. Después de 1821, más familias se asentaron en Cades Cove, incluidos los Jobes, Gregorys, Sparkes y Cables. Cuando la comunidad empezó a crecer, se fundó la Iglesia Bautista de Cades Cove en 1827.
Con la llegada de los colonos blancos, los empresarios desarrollaron la explotación forestal como una importante industria en las montañas. El ferrocarril de Little River (Tennessee) fue construido por el coronel W. B. Townsend a finales del siglo XIX para transportar madera fuera de las regiones remotas de la zona. El coronel Townsend había comprado 86.000 acres de tierra en el río Little. La construcción del ferrocarril de Little River sirvió de ejemplo para que empresas más grandes, como Ritter Lumber Company, Montvale Timber Company y Norwood Lumber, compraran también acres de tierra para la explotación maderera. La empresa maderera Champion compró 92 acres (37,2 ha) de terreno que incluía la zona de Greenbrier Cove y áreas desde Clingman's Dome hasta Mount Kephart. En 1909 la tala estaba en su punto álgido y en 1920 aproximadamente dos tercios de la superficie del Parque Nacional de las Grandes Montañas Humeantes habían sido talados o quemados por los incendios provocados por las operaciones de tala.  
Debido a que la tala de árboles al estilo tala rasa estaba destrutendo la belleza natural de la zona, en el siglo XX los visitantes y los lugareños se unieron para recaudar dinero para la conservación de la tierra. El Servicio de Parques Nacionales de EE UU quería un parque en el este del país, pero no disponía de mucho dinero para crearlo. En 1925, David C. Chapman, un empresario de Knoxville, Tennessee, fue designado para dirigir una comisión que creara un parque nacional en esta zona. El Congreso autorizó el parque en 1926, pero no existía un núcleo de tierras de propiedad federal en torno al cual desarrollarlo. [John D. Rockefeller Jr. contribuyó con 5 millones de dólares, el gobierno de EE. UU. añadió 2 millones y ciudadanos de Tennessee y Carolina del Norte ayudaron a reunir los terrenos para el parque, poco a poco.
Poco a poco, los colonos, mineros y madereros fueron expulsados de las tierras. Se suprimieron las explotaciones agrícolas y madereras para establecer las zonas protegidas del parque. El escritor de viajes Horace Kephart, que dio nombre al monte Kephart, y los fotógrafos Jim Thompson y George Masa contribuyeron decisivamente a fomentar el desarrollo del parque. Ben W. Hooper, antiguo gobernador de Tennessee, fue el principal agente de compra de terrenos para el parque, que se estableció oficialmente el 15 de junio de 1934.  Durante la Gran Depresión, el Civilian Conservation Corps, la Administración de Tareas para el Progreso y otras organizaciones federales contrataron trabajadores para construir senderos, torres de vigilancia contra incendios y otras mejoras de infraestructura para el parque y las Montañas Humeantes.

## Geología
La mayoría de las rocas del Parque Nacional de las Grandes Montañas Humeantes son rocas Precámbricas tardías que forman parte del Supergrupo Ocoee. Este grupo está formado por metamorfoseado areniscas, filitas, esquistos y pizarras. Las rocas precámbricas tempranas no sólo son las más antiguas del parque, sino también el tipo de roca dominante en lugares como el valle de Raven Fork y la parte superior del río Tuckasegee, entre Cherokee y Bryson City. Se componen principalmente de gneis, granito y esquisto metamórficos. Rocas sedimentarias del Cámbrico pueden encontrarse entre el fondo de las Foothills al noroeste, y en calas de caliza como Cades Cove. Una de las atracciones más visitadas de las montañas es Cades Cove, que es una window o una zona donde las rocas más antiguas hechas de arenisca rodean el fondo del valle de rocas más jóvenes hechas de piedra caliza.
Las rocas más antiguas de los Smokies son los gneis y esquistos precámbricos, que se formaron hace más de mil millones de años a partir de la acumulación de sedimentos marinos y rocas ígneas. En el Precámbrico tardío, el océano primordial se expandió y las rocas más recientes del Supergrupo Ocoee se formaron a partir de la acumulación de masa terrestre erosionada sobre la plataforma continental. En la Era Paleozoica, el océano depositó una gruesa capa de sedimentos marinos que dejó tras de sí rocas sedimentarias. Durante el Ordovícico la colisión de las placas tectónicas norteamericana y africana dio lugar a la orogenia allegheniana que creó la cordillera de los Apalaches. Durante la Era Mesozoica, la rápida erosión de las rocas sedimentarias más blandas volvió a dejar al descubierto las formaciones más antiguas del Supergrupo Ocoee.

## Clima
La amplia gama de elevaciones imita los cambios latitudinales que se encuentran a lo largo de todo el este de Estados Unidos. De hecho, subir las montañas es comparable a un viaje de Tennessee a Canadá. Las plantas y los animales comunes en el país del noreste han encontrado nichos ecológicos adecuados en las elevaciones más altas del parque, mientras que las especies meridionales encuentran hogares en los cursos inferiores.
El parque tiene normalmente muy alta humedad y precipitación, con un promedio de 1400 mm por año en los valles y hasta 2200 mm por año en las cumbres. Se trata de las precipitaciones anuales más abundantes que en cualquier lugar de los Estados Unidos fuera del noroeste del Pacífico y partes de Alaska. También es generalmente más fresco que las zonas más bajas a continuación, y la mayor parte del parque tiene un clima continental húmedo más comparable a lugares mucho más al norte, en comparación con el clima subtropical húmedo en las tierras bajas. El parque es casi el 95% superficie forestal, y casi el 36% de la misma lo componen 187.000 acres (760 km²). Además de ser bosques antiguos ya que muchos árboles son anteriores a la colonización europea de la región. Se trata de uno de los mayores bosques templados de hoja caduca en América del Norte.

## Fauna y flora

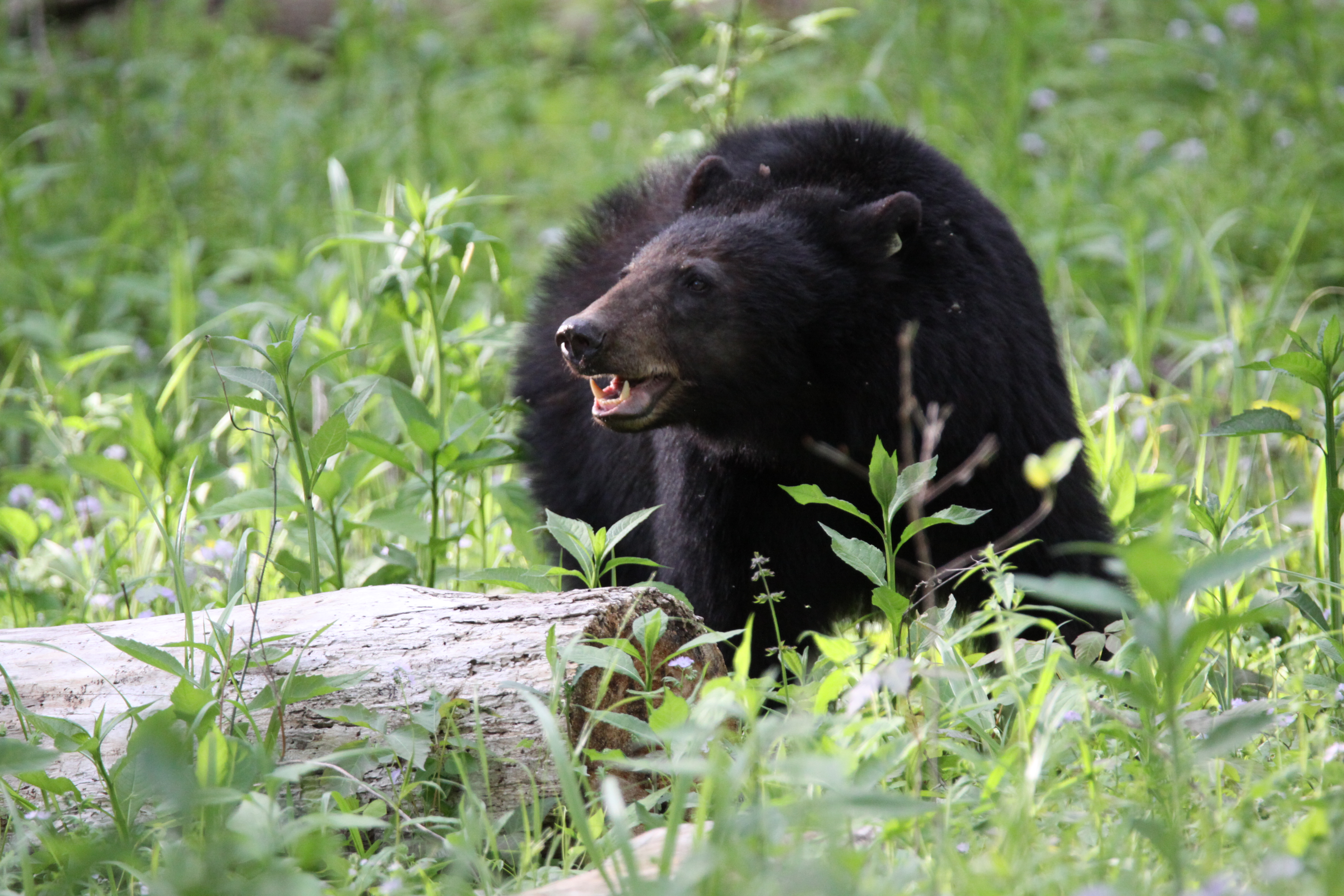
Oso negro en el Parque Nacional.

La variedad de elevaciones, las lluvias abundantes, y la presencia de bosques primarios dan al parque una riqueza inusual de la biota. Se conocen unas 10 000 especies de plantas y animales que viven en el parque, y las estimaciones hablan de hasta 90 000 especies indocumentados adicionales que también pueden estar presentes.
Los funcionarios del parque cuentan más de 200 especies de aves, 66 especies de mamíferos, 50 especies de peces, 39 especies de reptiles y 43 especies de anfibios, entre ellas muchas salamandras sin pulmones. El parque cuenta con una población notable oso negro, que suman por lo menos 1800. Una reintroducción experimental de wapiti en el parque se inició en 2001.
Más de 100 especies de árboles crecen en el parque. Los bosques de la región inferior están dominados por frondosos árboles de hoja caduca. A mayor altitud, los bosques caducifolios dan paso a los árboles de coníferas como el abeto de Fraser. Además, el parque cuenta con más de 1400 especies de flores y más de 4000 especies de plantas sin flores.

## Otras actividades

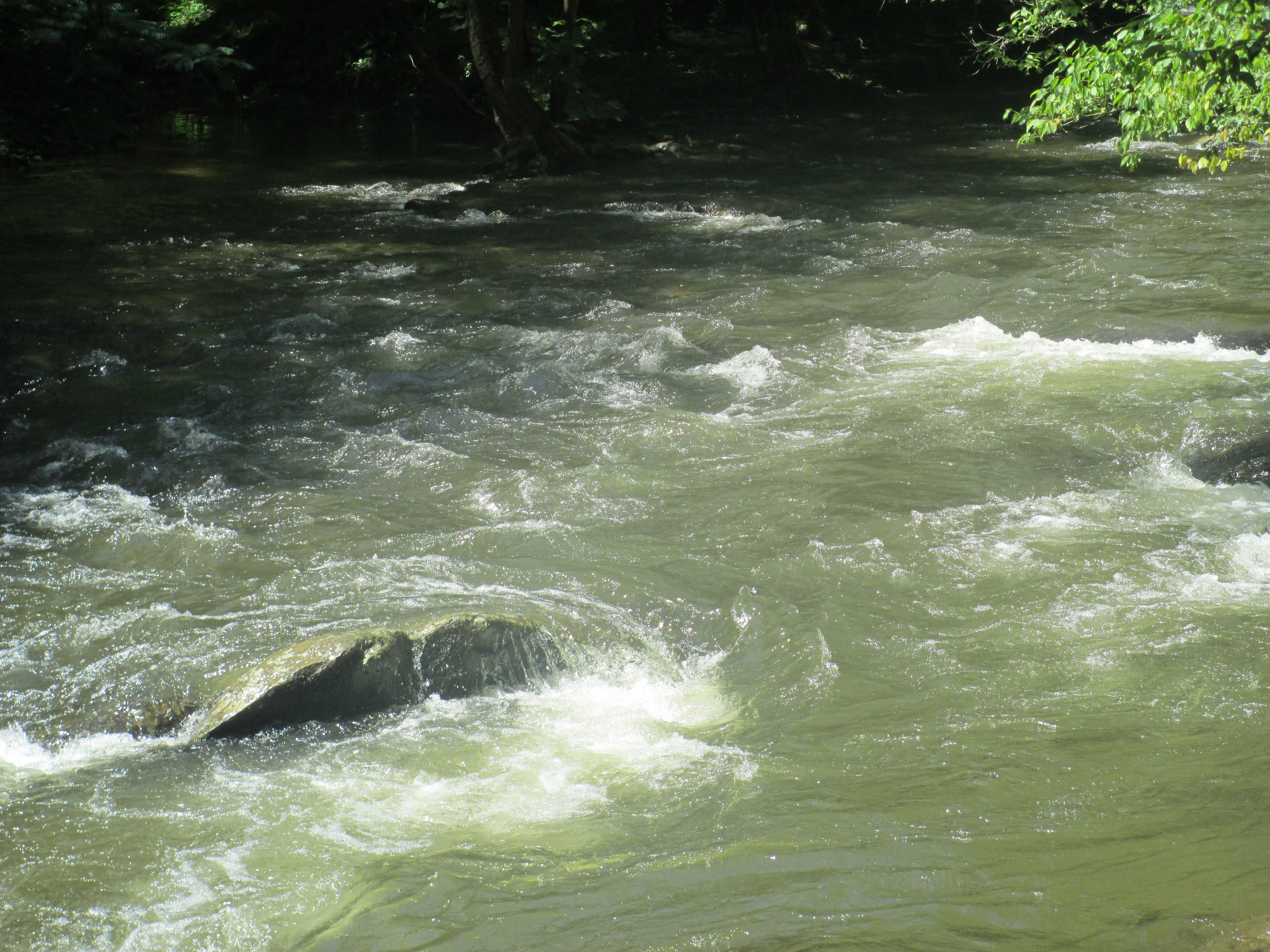
Ríos del parque.

Después del senderismo, la pesca (especialmente la pesca con mosca) es la actividad más popular en el parque nacional. Las aguas del parque han tenido durante mucho tiempo una reputación por sus truchas. Las truchas de arroyo son nativas de sus aguas. Debido en parte al hecho de las recientes sequías matan a los peces nativos, existen normas estrictas en cuanto a cómo se puede realizar la pesca. Los paseos a caballo (ofrecido por el parque nacional y en los senderos limitado) y el ciclismo (disponible para alquilar).

## Características naturales
La altitud del parque oscila entre 250 y 2.000 m s. n. m., siendo el punto más alto Clingmans Dome. Dentro del parque, un total de dieciséis montañas superan los 1.829 m (6.000 pies).
La amplia gama de elevaciones imita los cambios latitudinales que se encuentran en todo el este de Estados Unidos. De hecho, ascender las montañas es comparable a un viaje de Tennessee a Canadá. Las plantas y animales comunes en el noreste del país han encontrado nicho ecológico adecuado en las elevaciones más altas del parque, mientras que las especies del sur encuentran su hogar en las zonas más bajas.
Durante la era glacial más reciente, la orientación noreste-suroeste de los Apalaches permitió a las especies migrar hacia el sur por las laderas en lugar de encontrar en las montañas una barrera. A medida que el clima se calienta, muchas especies septentrionales retroceden ahora hacia arriba a lo largo de las laderas y se retiran hacia el norte, mientras que las especies meridionales se expanden.
El parque tiene normalmente una humedad y precipitación muy altas, con una media de 1.400 mm al año en los valless y 2.200 mm al año en las cumbres. Esto supone más precipitaciones anuales que en cualquier otro lugar de Estados Unidos fuera del Noroeste del Pacífico y partes de Alaska. También es generalmente más fresco que las elevaciones más bajas, y la mayor parte del parque tiene un clima continental húmedo más comparable a lugares mucho más al norte, en oposición al clima subtropical húmedo en las tierras bajas. El parque tiene casi un 95% de bosque, de los cuales aproximadamente una cuarta parte es bosque viejo con muchos árboles anteriores a la colonización europea de la zona. Es uno de los mayores bloques de bosque caducifolio, templado y antiguo de Norteamérica.
La variedad de elevaciones, las abundantes precipitaciones y la presencia de bosques antiguos confieren al parque una riqueza inusual de biota. Se sabe que en el parque viven unas 10.000 especies de plantas y animales, y se calcula que puede haber otras 90.000 especies no documentadas.
Los responsables del parque cuentan con más de 200 especies de aves, 66 especies de mamíferos, 50 especies de peces, 39 especies de reptiles y 43 especies de anfibios, incluidas muchas salamandras sin pulmones. El parque cuenta con una notable población de oso negro, de al menos 1.800 ejemplares. En 2001 comenzó una reintroducción experimental de alces (wapitíes) en el parque.
En el parque crecen más de 100 especies de árboles. En los bosques de las regiones más bajas predominan los árboles frondosos caducifolios. A mayor altitud, los bosques caducifolios dan paso a coníferas como el abeto de Fraser. Además, el parque cuenta con más de 1.400 especies de plantas con flores y más de 4.000 especies de plantas sin flores.

## Atracciones y actividades

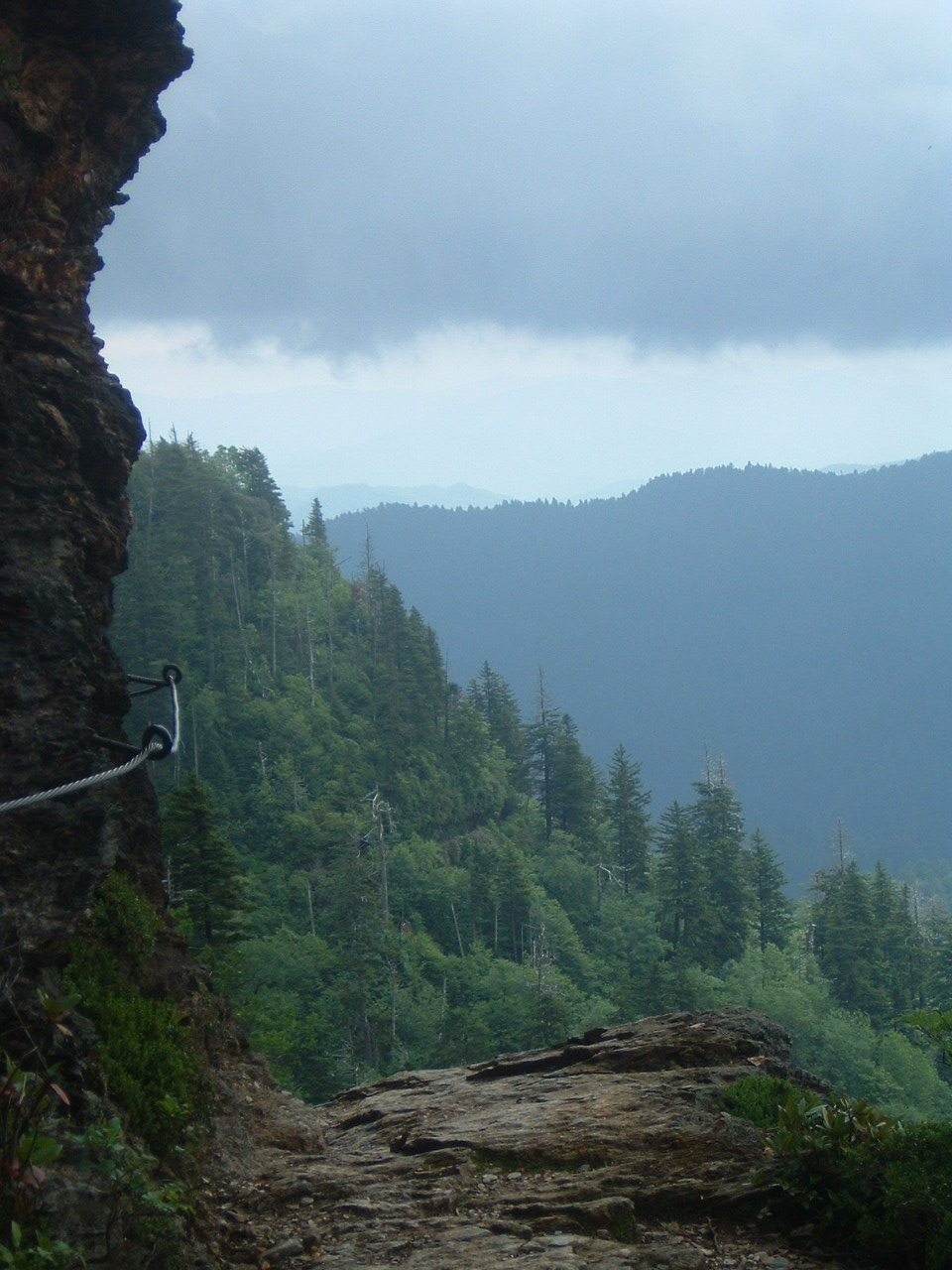
El sendero Alum Cave Bluffs hasta la cima del monte LeConte ofrece numerosas vistas espectaculares de las Grandes Montañas Humeantes.

El Parque Nacional de las Grandes Montañas Humeantes es una de las principales atracciones turísticas de la región; en 2003 se registraron más de 9 millones de turistas y 11 millones de visitantes no recreativos que viajaron al parque, el doble que a cualquier otro parque nacional. Las ciudades de los alrededores, en particular Gatlinburg, Pigeon Forge, Sevierville, y Townsend, Tennessee, y Cherokee, Sylva, Maggie Valley, y Bryson City, Carolina del Norte reciben una parte importante de sus ingresos del turismo asociado al parque. 
Los dos principales centros de visitantes dentro del parque son el Centro de Visitantes Sugarlands cerca de la entrada de Gatlinburg al parque y el Centro de Visitantes Oconaluftee cerca de Cherokee, Carolina del Norte en la entrada este del parque. Estos puestos de guardabosques ofrecen exposiciones sobre vida salvaje, geología e historia del parque. También venden libros, mapas y recuerdos.
La U.S. Highway 441 (conocida en el parque como Newfound Gap Road) divide el parque en dos, proporcionando acceso en coche a muchos puntos de inicio de senderos y miradores, sobre todo el de Newfound Gap. Con una altitud de 1.539 m, es la brecha más baja de las montañas y está situada cerca del centro del parque, en la frontera entre los estados de Tennessee y Carolina del Norte, a medio camino entre las ciudades fronterizas de Gatlinburg y Cherokee. Fue aquí donde en 1940, desde el Rockefeller Memorial, Franklin Delano Roosevelt dedicó el parque nacional. En días despejados, Newfound Gap ofrece posiblemente las escenas más espectaculares accesibles por carretera del parque. 
El parque cuenta con varias atracciones históricas. La mejor conservada (y la más popular) es Cades Cove, un valle en el que se conservan varios edificios históricos, como cabañas de madera, graneros e iglesias. Cades Cove es el destino más frecuentado del parque nacional. Las excursiones autoguiadas en coche y bicicleta ofrecen a los numerosos visitantes una visión del modo de vida de los antiguos Apalaches sureños. Otras zonas históricas del parque son Roaring Fork, Cataloochee, Elkmont, y el Mountain Farm Museum y Mingus Mill en Oconaluftee.

### Senderismo

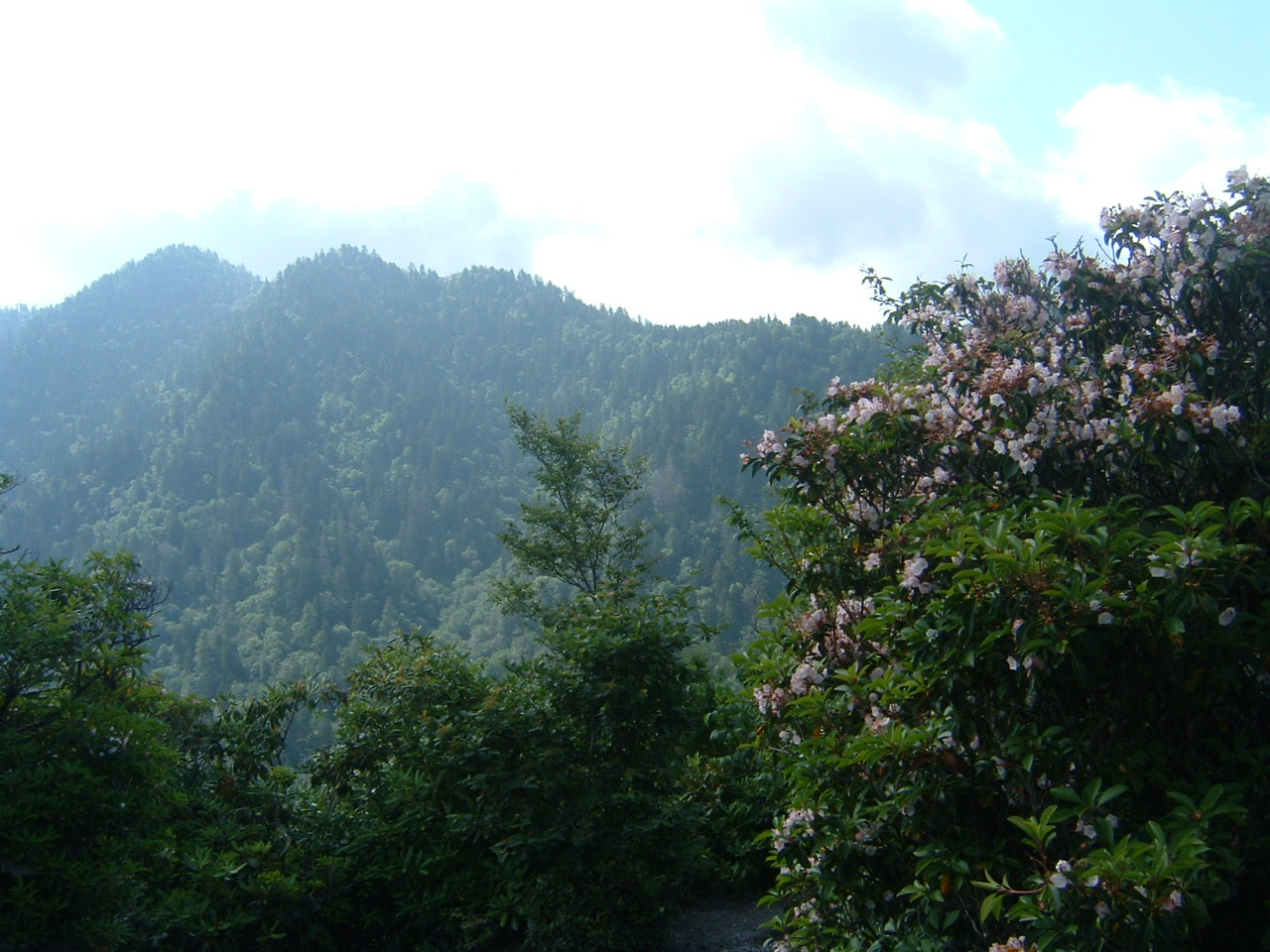
La Chimney Tops es un destino popular para los excursionistas.

Hay 1,370 km de senderos y caminos sin pavimentar en el parque para practicar senderismo, incluyendo setenta millas del Sendero de los Apalaches. Monte Le Conte es uno de los destinos más frecuentados del parque. Su altitud es de 2.010 m (6.593 pies), la tercera cumbre más alta del parque y, medida desde su base hasta su pico más alto, la montaña más alta al este del río Misisipi. Su Alum Cave Trail, que es el más utilizado de los cinco senderos en ruta hacia la cumbre, ofrece muchos miradores y atracciones naturales únicas como Alum Cave Bluffs y Arch Rock. Los excursionistas pueden pasar una noche en el LeConte Lodge, situado cerca de la cumbre, que ofrece cabañas y habitaciones de alquiler (excepto durante la temporada de invierno). Accesible únicamente por sendero, es el único alojamiento privado disponible dentro del parque. 
Otra popular ruta de senderismo conduce a la cima de las Chimney Tops, llamadas así por sus singulares cimas de doble joroba. Esta corta pero agotadora caminata recompensa a los entusiastas de la naturaleza con un espectacular panaorama de los picos de las montañas circundantes. 
Tanto el sendero de Laurel Falls como el de Clingman's Dome ofrecen caminos relativamente fáciles, cortos y pavimentados hacia sus respectivos destinos. El sendero de las cataratas Laurel conduce a una poderosa cascada de 24 m, y el sendero de Clingman's Dome lleva a los visitantes en una subida hasta una plataforma de observación de 15 m, que en un día despejado ofrece vistas de muchos kilómetros sobre las montañas de Tennessee y Carolina del Norte.
Además del senderismo diurno, el parque nacional ofrece oportunidades para excursionismo con mochila y acampada, en particular mediante la colocación de refugios a lo largo del Sendero de los Apalaches; también hay campings designados repartidos por todo el parque. Se requieren permisos para permanecer en ambos lugares y casi siempre son válidos para una sola noche.

### Otras actividades
Después del senderismo y las visitas turísticas sencillas, la pesca (especialmente la pesca con mosca) es la actividad más popular en el parque nacional, aunque existen normas estrictas sobre cómo se puede pescar. La equitación (ofrecida por el parque nacional y en senderos limitados), el ciclismo (disponible para alquilar en Cades Cove) y el tubing acuático también se practican dentro del parque.